# Simi
Simi (gr. Σύμη) – jedna z greckich wysp. Leży w administracji zdecentralizowanej Wyspy Egejskie, w regionie Wyspy Egejskie Południowe, w jednostce regionalnej Rodos, w gminie Simi.
Geograficznie wyspa należy do archipelagu Dodekanez. Wyspa leży 41 km od wybrzeży Rodos i 425 km portu w Pireusie. Powierzchnia wyspy wynosi 58,1 km². Najbliższym stałym lądem położonym od Simi jest półwysep Datça należący to tureckiej prowincji Muğla. Głównym miastem i zarazem stolicą wyspy jest położona w północno-wschodniej części wyspy miejscowość Simi (podzielona na dolne zwane też Yialos oraz górne Chorio). Innymi miejscowościami na wyspie są Pedi, Nimborio oraz Panormitis, które posiada najsłynniejszy na wyspie klasztor, cel pielgrzymek z całej Grecji. Łączna populacja wyspy wynosi 2606 mieszkańców zajmujących się głównie handlem, turystyką oraz rybołówstwem.
Sezon turystyczny trwa od maja do października. W tych miesiącach populacja wyspy gwałtownie wzrasta nawet do 6000 osób. Simi jest popularnym miejscem turystycznym ze względu na liczne zabytki oraz plaże, na które można się dostać m.in. za pomocą łodzi. Simi jest jedną z greckich gmin, w skład której wchodzą również okoliczne niezamieszkane wyspy: Jalesino, Diawates, Kulundros, Marmaras, Nimos, Sesklio oraz Chondros. Łączna powierzchnia gminy wynosi 65,74 km².

## Historia
W greckiej mitologii Simi miało być miejscem narodzin Charyt a nazwa wyspy miała pochodzić od jednej z nimf o imieniu Syme. W roku 411 p.n.e. w trakcie trwania wojny peloponeskiej w okolicach Simi stoczona została nierozstrzygnięta bitwa morska pomiędzy flotami Sparty oraz Aten. Mało wiadomo o historii wyspy aż do XIV wieku, jednakże archeolodzy odkryli na wyspie ruiny cytadel oraz fortec, co może świadczyć o strategicznym znaczeniu wyspy już za czasów rzymskich poprzez czasy bizantyjskie aż do przejęcia wyspy przez joannitów w 1373 roku.

### Okupacja turecka
Archipelag Dodekanez był bardzo ważnym punktem handlu morskiego. W związku z tym Turkom bardzo zależało na jego zdobyciu, co nastąpiło w 1522 roku wraz ze zdobyciem przez Osmanów wyspy Rodos. Pod turecką okupacją wyspa nazywała się Sömbeki. Simi również pod tureckim panowaniem odgrywała ważną rolę gospodarczą głównie dzięki produkcji gąbek i szybkich statków (dzięki temu otrzymała przywilej od poczty osmańskiej). Była też dzięki temu najbogatszą wyspą Dodekanezu i była zamieszkana przez 30 000 mieszkańców. Przemysł gąbkowy utrzymał się aż do połowy XIX wieku. W czasie Greckiej wojny o niepodległość mieszkańcy Simi brali czynny udział w walce przeciwko Turkom. Jednakże po podpisaniu traktatu pokojowego i utworzeniu niepodległego państwa greckiego wyspa na mocy traktatu pozostała w rękach tureckich.

### Czasy nowożytne
W 1912 w czasie wojny włosko-tureckiej Simi wraz z resztą wysp Dodekanezu ogłosiło niepodległość od Turcji. Zaraz po ogłoszeniu niepodległości wyspa została zajęta i okupowana przez Włochów, którzy formalnie włączyli archipelag do swoich ziem w 1923 roku. W 1943 roku po kapitulacji Włoch, w czasie bitwy o Dodekanez wyspę zbombardowali Niemcy, czego ślady widoczne są do dzisiaj w Chorio. Oni też do 8 maja 1945 r. ją okupowali, a kapitulację sił niemieckich podpisano właśnie w Simi. Potem wyspę okupowali Brytyjczycy, którzy władali nią aż do 28 października 1947, kiedy to na mocy pokoju paryskiego z 1947 wraz z całym Dodekanezem została przekazana Grecji.

## Zabytki

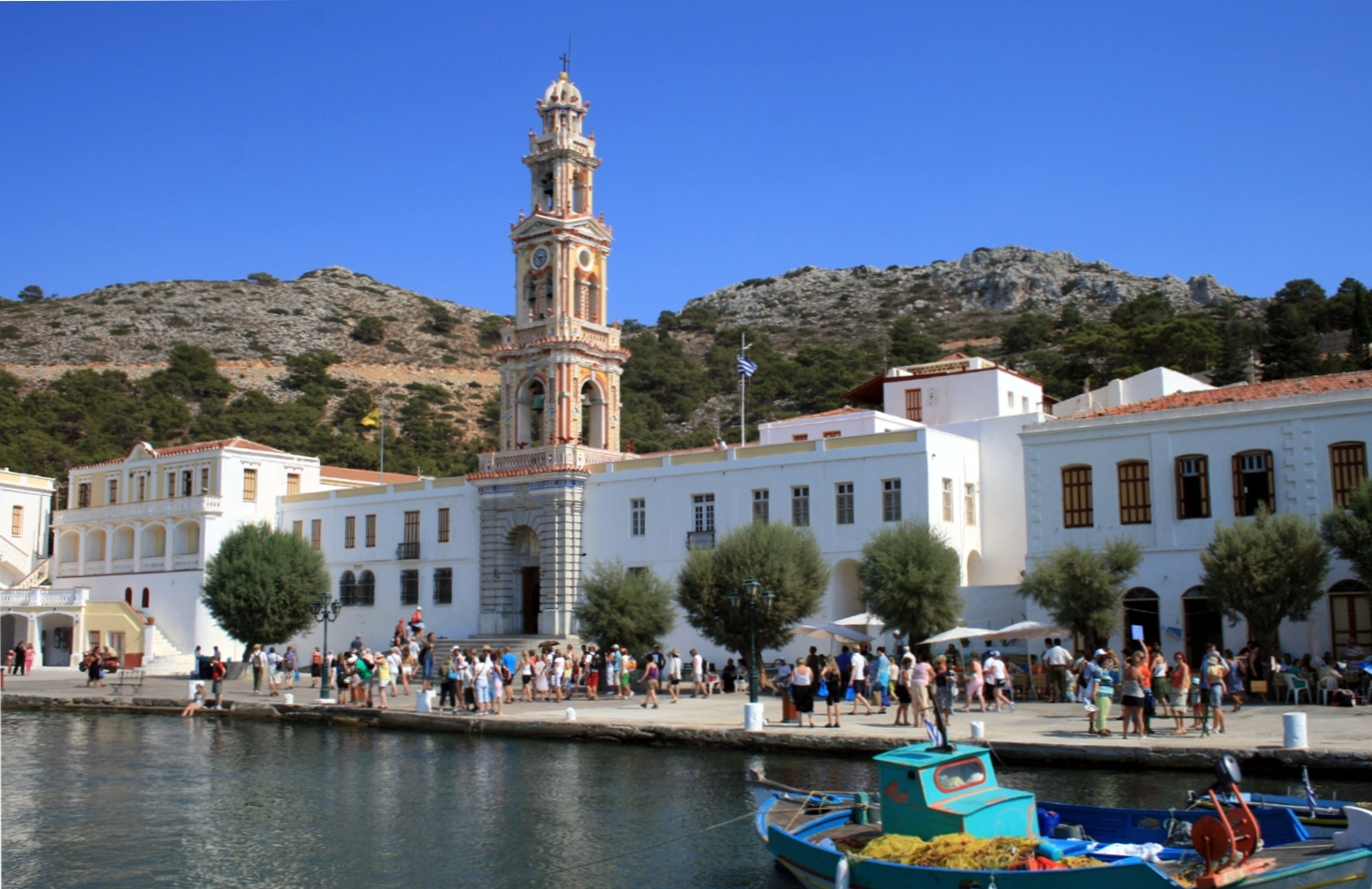
Klasztor w Panormitis

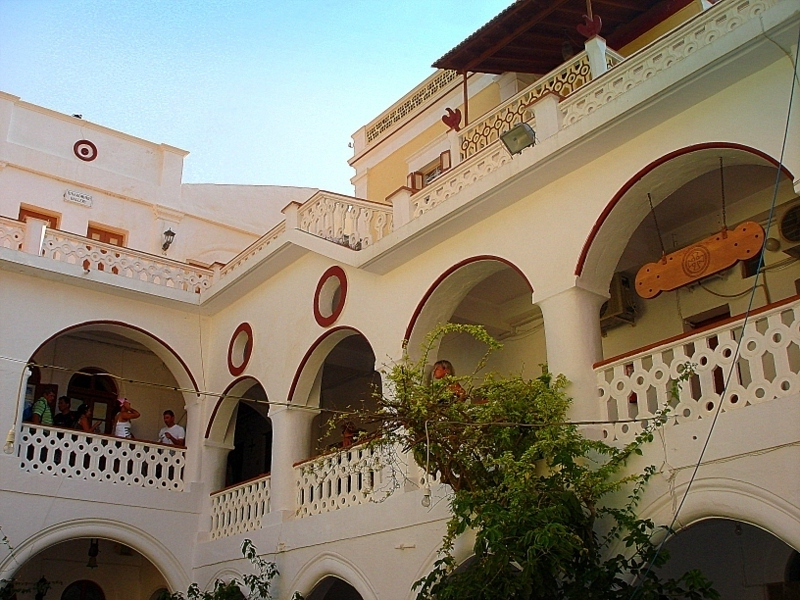
Dziedziniec klasztoru Świętego Michała

- Klasztor Archanioła Michała – prawosławny klasztor zbudowany w XVIII wieku, ciągle zamieszkiwany przez mnichów.
- Stolica wyspy Simi – w mieście znajdują się m.in. pozostałości zamku joannitów oraz ruiny antycznej cytadeli
- Wieża Zegarowa zbudowana w 1880 roku
- pomnik bohaterów wojen znajdujący się w porcie w Simi
- wioska Nimborio, w której znajdują się pozostałości osadnictwa Pelazgów.

## Festiwal
Od 1995 roku na wyspie odbywa się festiwal greckiej muzyki oraz tańców ludowych. Oprócz tego odbywają się koncerty pod „gołym niebem” organizowane na głównym placu miasta oraz przedstawienia teatralne.